# Prâlon
Prâlon är en kommun i departementet Côte-d'Or i regionen Bourgogne-Franche-Comté i östra Frankrike. Kommunen ligger i kantonen Sombernon som tillhör arrondissementet Dijon. År 2022 hade Prâlon 97 invånare.

## Befolkningsutveckling
Antalet invånare i kommunen Prâlon
Referens:INSEE